# Ptychadena straeleni
Ptychadena straeleni é uma espécie de anfíbio da família Ranidae.
Pode ser encontrada nos seguintes países: Camarões, República Centro-Africana, República Democrática do Congo, possivelmente Chade e possivelmente em Sudão.
Os seus habitats naturais são: savanas áridas, savanas húmidas, campos de gramíneas de baixa altitude subtropicais ou tropicais sazonalmente húmidos ou inundados, campos de altitude subtropicais ou tropicais, lagos de água doce e marismas de água doce.